# Balaya
Balaya è un comune (in francese sous-préfecture) della Guinea, parte della regione di Labé e della prefettura di Lélouma.